# The Bay Gate
The Bay Gate is een wolkenkrabber in Dubai, Verenigde Arabische Emiraten. De bouw van de kantoortoren begon in 2007. Het 221 meter hoge gebouw was in 2014 voltooid. Het bevat 15 liften en telt naast 53 bovengrondse verdiepingen, ook 2 ondergrondse etages. Het is door Bothe Richter Teherani Architekten BDA in modernistische stijl ontworpen.